# فانی چربری
فانی چِربَری (زاده ۱۲ دسامبر ۱۸۴۵ در واسا – ۱۰ مه ۱۸۹۲ در هلسینکی) نقاش منظره فنلاندی بود.

## پیشینه
فانی چِربَری آموزش هنری خود را در هلسینکی در سال ۱۸۶۵شروع کرد. تحصیلات او در دوسلدورف آلمان ادامه یافت، اما همیشه در تابستان برای نقاشی به فنلاند برمی‌گشت. او همچنین یکی از اولین نقاشان فنلاندی بود که در پاریس تحصیل کرد.

## حرفه
چِربَری تا حد زیادی در چارچوب قراردادهای مکتب نقاشی دوسلدورف باقی ماند، اما آشکارا اشتیاق خود را برای حومه شهر و موقعیت‌های دراماتیک آن ابراز کرد و بیش از هر چیز به رنگ و تکنیک قلم مو برای انجام این کار تکیه کرد. کیفیت کار او و سوژه‌هایش به شدت با آثار هم عصرش متفاوت بود
حرفه فانی چوربرگ به‌طور ناگهانی در سال ۱۸۸۰ به پایان رسید. سلامتی او ضعیف بود و از برادرش تورستن که از سل رنج می‌برد مراقبت می‌کرد. مرگ تورستن در سال ۱۸۸۲ او را کاملاً تنها کرد و اراده او برای زندگی کاهش یافت. با این حال او پس از سال ۱۸۸۰ دیگر نقاشی نکرد، اما در طول زندگی حرفه‌ای خود موفق به خلق بیش از ۳۰۰ نقاشی شده بود.

## نگارخانه
- منظره آتش ازاوسیما ۱۸۷۲
- کپه‌های چاودار ۱۸۷۶
- نهر جنگل ۱۸۷۷
- منظره در مهتاب ۱۸۷۸
- ''منظره در مهتاب ۱۸۷۸
- یک ساحل صخره ای در مجمع الجزایر ۱۸۷۸
- پرندگان مهاجر ۱۸۷۸
- منظره از یک عصر زمستانی ۱۸۸۰